# Bogdanów-Kolonia
Bogdanów Kolonia is een plaats in het Poolse district  Piotrkowski, woiwodschap Łódź. De plaats maakt deel uit van de gemeente Wola Krzysztoporska en telt 180 inwoners.